# Macrophiothrix bellax
Macrophiothrix bellax är en ormstjärneart som först beskrevs av Jean Baptiste François René Koehler 1922.  Macrophiothrix bellax ingår i släktet Macrophiothrix och familjen Ophiothrichidae. Inga underarter finns listade i Catalogue of Life.